# Troickoje (rejon liskiński)
Troickoje (ros. Троицкое) – wieś w Rosji, w obwodzie woroneskim, w rejonie liskińskim. W 2010 liczyła 1203 mieszkańców.